# Distretto di Nong Phai
Il distretto di Nong Phai (in thailandese: หนองไผ่) è un distretto (amphoe) della Thailandia, situato nella provincia di Phetchabun.